# 沖繩塔氏魚
沖繩塔氏魚，為黑頭魚科的其中一種，為深海魚類，分布於西北太平洋琉球海溝海域，深度1000公尺，體長可達27公分，棲息在中層水域，生活習性不明。

## 扩展阅读
維基物種上的相關：沖繩塔氏魚